# HMS Azalea (K25)
Pour les autres navires du même nom, voir HMS Azalea.
Le HMS Azalea est une corvette de classe Flower de la Royal Navy pendant la Seconde Guerre mondiale.

## Histoire
Le 12 avril 1941, l’Azalea et le HMCS Kenogami tirent un coup de feu par-dessus la proue du navire transport de troupes américain Siboney, à 320 milles marins (592,64 km) de Lisbonne. Après que l'équipage de l’Azalea interroge Wenzel Habel, le capitaine du navire non armé, le Siboney est autorisé à poursuivre sa route.
Il participe au convoi HX 232 en avril 1943 au sein du groupe d'escorte B3 au départ du Royaume-Uni et au convoi SL 138/MKS 28 en octobre 1943 après sa réunion à Gibraltar.
Le HMS Azalea est le seul navire de guerre allié présent lors de l'attaque surprise de vedettes lance-torpilles allemandes contre huit navires de débarquement alliés au cours de l'opération Tigre au large de Slapton, en Angleterre, au petit matin du 28 avril 1944. Bien que l’Azalea fût informé par radio de la présence de torpilleurs allemands par le quartier général naval à terre, en raison d'une erreur typographique dans les ordres, les LST escortés n'en sont pas informés. L’Azalea ne relaya pas l'avis. Lors de l'attaque, trois LST sont touchés par des torpilles, deux coulent.
Le 5 avril 1946, l’Azalea est vendu à une entreprise privée : les armes sont retirées du navire, il devient un navire marchand et est rebaptisé Norte. Le 19 janvier 1955, le Norte coule.